# Cmentarz żydowski w Ołpinach
Cmentarz żydowski w Ołpinach – kirkut społeczności żydowskiej niegdyś zamieszkującej Ołpiny. Powstał w XIX wieku. Miał powierzchnię 0,2 ha. Znajduje się na południe od centrum miejscowości. Został zdewastowany podczas II wojny światowej. Nie zachowały się żadne nagrobki, a jedynie ich tkwiące w ziemi fragmenty. Obecnie teren cmentarza porastają drzewa i krzaki. Na cmentarzu znajduje się kwatera, według nomenklatury austriackiej cmentarz wojenny nr 35, w której pochowano 6 żołnierzy walczących w I wojnie światowej.